# Марстерс, Джеймс
Джеймс Уэсли Марстерс (англ. James Wesley Marsters; род. 20 августа 1962 года) — американский теле- и киноактёр, актёр театра, музыкант-исполнитель, двукратный обладатель премии «Сатурн». Наибольшую известность получил благодаря роли вампира Спайка в телесериале «Баффи — истребительница вампиров» и его спин-оффе «Ангел».

## Биография
Джеймс Марстерс родился 20 августа 1962 года в городе Гринвилл (Калифорния, США).
Джеймс вместе с братом и сестрой вырос в калифорнийском городе Модесто. По словам Марстерса, стать актёром он решил ещё в детстве — в четвёртом классе школы, сыграв роль в школьной постановке Винни Пуха.
После этого он вступил в школьную театральную труппу и много играл в различных пьесах и мюзиклах. По окончании школы в 1982 году Марстерс переехал в Нью-Йорк, где два года учился в Джульярдской школе.

## Карьера
В 1987 году Марстерс переехал в Чикаго. Первой серьёзной ролью в театре для него стала роль Фердинанда. За исполнение роли Робеспьера в 1989 году Марстерс был номинирован на премию Joseph Jefferson Award.
В 1990 году Марстерс вместе с Лиан Дэвидсон переехал в Сиэтл, где основал собственную группу и много играл на сцене.
Зарабатывал на жизнь пением под гитару в ночном клубе в Санта-Монике.
В 1997 году Джеймс Марстерс был приглашён на роль Спайка во втором сезоне сериала «Баффи — истребительница вампиров». Поначалу предполагалось, что персонаж Спайка будет участвовать в сериале несколько серий, но зрителям он понравился, и начиная с седьмой серии четвёртого сезона (серия «Инициатива» англ. «The Initiative») его персонаж стал постоянным героем сериала.
К последним сезонам персонаж Джеймса стал одним из основных в сериале, а по окончании съёмок в 2003 году режиссёр Джосс Уидон пригласил Джеймса продолжать играть Спайка на регулярной основе в спин-оффе «Ангел».
Британский акцент, необходимый для воплощения роли Спайка, Джеймс копировал у своего партнёра по съёмочной площадке Энтони Стюарта Хеда, коренного британца. По словам самого Марстерса, гримёру Тодду Макинтошу, работавшему над сериалом «Баффи — истребительница вампиров», нравился шрам актёра над левой бровью, который Марстерс получил во время учёбы в Нью-Йорке, и он специально выделял этот шрам как часть образа Спайка.
Марстерс снимался в телесериалах «Тысячелетие», «Тайны Смолвилля» (роль суперзлодея Брейниака), «Без следа» (эпизодические роли).
В течение двух лет (с 2003 до весны 2004 года) был фронтменом рок-группы Ghost of the Robot. Дебютный альбом группы Mad Brilliant вышел 2 февраля 2003 года. Далее последовал выпуск трёх синглов («Valerie», «David Letterman» and «New Man») и концертный тур по Европе.
Марстерс исполнил небольшую роль в экранизации романа ирландской писательницы Сесилии Ахерн «P.S. Я люблю тебя». В фильме «Драконий жемчуг: Эволюция» (экранизация манги Акиры Ториямы Dragon Ball) Марстерс сыграл роль злодея лорда Пикколо. Фильм вышел на экраны 8 апреля 2009 года.

## Личная жизнь
С 1989 по 1997 год Джеймс Марстерс был женат на Лиан Дэвидсон, 10 мая 1996 года у них родился сын Салливан (Sullivan).
21 мая 2010 года сделал предложение Патрисии Рахман (Patricia Rahman), с которой встречался долгое время. 14 января 2011 года состоялась частная гражданская церемония бракосочетания в церкви Лос-Анджелеса.

## Фильмография
| Год          |     | Русское название                       | Оригинальное название                  | Роль                            |
| ------------ | --- | -------------------------------------- | -------------------------------------- | ------------------------------- |
| 1992—1993    | с   | Северная сторона                       | Northern Exposure                      | посыльный / преподобный Хардинг |
| 1995         | с   | —                                      | Medicine Ball                          | Мики Коллинз                    |
| 1997         | с   | Молони                                 | Moloney                                | Билли О’Хара                    |
| 1997—2003    | с   | Баффи — истребительница вампиров       | Buffy the Vampire Slayer               | Спайк                           |
| 1999         | с   | Тысячелетие                            | Millennium                             | Эрик Свон                       |
| 1999         | ф   | Извилистая дорога                      | Winding Roads                          | Билли Джонсон                   |
| 1999         | ф   | Дом ночных призраков                   | House on Haunted Hill                  | телеоператор третьего канала    |
| 1999—2004    | с   | Ангел                                  | Angel                                  | Спайк                           |
| 2001         | с   | Силовики                               | The Enforcers                          | Салливан Макманус               |
| 2001         | с   | Рокеры                                 | Strange Frequency                      | Митч Бренд                      |
| 2001         | с   | Андромеда                              | Andromeda                              | Шарлеман Боливар                |
| 2001         | тф  | Рокеры-2                               | Strange Frequency 2                    | Митч Бренд                      |
| 2002         | ки  | Buffy the Vampire Slayer: The Game     | Buffy the Vampire Slayer: The Game     | Спайк                           |
| 2002         | ф   | Шанс                                   | Chance                                 | Саймон                          |
| 2003         | мс  | Человек-паук                           | Spider-Man: The New Animated Series    | Сергей                          |
| 2003         | ки  | Buffy the Vampire Slayer: Chaos Bleeds | Buffy the Vampire Slayer: Chaos Bleeds | Спайк                           |
| 2004         | с   | Гора                                   | The Mountain                           | Тед Танни                       |
| 2005         | тф  | Охота за бриллиантами                  | Cool Money                             | Бобби Комфорт                   |
| 2005—2010    | с   | Тайны Смолвиля                         | Smallville                             | Брейниак / Милтон Файн          |
| 2007         | ф   | Смертельная игра                       | Shadow Puppets                         | Джек                            |
| 2007         | мф  | Супермен: Судный день                  | Superman: Doomsday                     | Лекс Лютор                      |
| 2007         | с   | Спасите Грейс                          | Saving Grace                           | Дадли Пейн                      |
| 2007         | ф   | P. S. Я люблю тебя                     | P.S. I Love You                        | Джон                            |
| 2007—2008    | с   | Без следа                              | Without a Trace                        | детектив Грант Марс             |
| 2008         | с   | Торчвуд                                | Torchwood                              | капитан Джон Харт               |
| 2008         | с   | Захват убийцы с Грин-Ривер             | The Capture of the Green River Killer  | Тед Банди                       |
| 2008         | мс  | Звёздные войны: Войны клонов           | Star Wars: The Clone Wars              | капитан Аргюс                   |
| 2009         | с   | 4исла                                  | Numb3rs                                | Дэмиан Лейк                     |
| 2009         | ф   | Драконий жемчуг: Эволюция              | Dragonball Evolution                   | лорд Пикколо                    |
| 2009         | тф  | Цель — Луна                            | Moonshot                               | Базз Олдрин                     |
| 2009         | ки  | Real Heroes: Firefighter               | Real Heroes: Firefighter               | Джимми «Матч» Моррис            |
| 2009         | тф  | Абсолютное вторжение                   | High Plains Invaders                   | Сэм Данвилл                     |
| 2009         | с   | Обмани меня                            | Lie to Me                              | Джей Поллак                     |
| 2009—2011    | мс  | Супергеройский отряд                   | The Super Hero Squad Show              | Мистер Фантастик                |
| 2010         | с   | Каприка                                | Caprica                                | Барнабас Грили                  |
| 2010—2020    | с   | Гавайи 5.0                             | Hawaii Five-O                          | Виктор Хесс                     |
| 2011         | ки  | DC Universe Online                     | DC Universe Online                     | Лекс Лютор                      |
| 2011         | с   | Сверхъестественное                     | Supernatural                           | Дон Старк                       |
| 2011         | тф  | Три дюйма                              | Three Inches                           | Трой Хэмилтон                   |
| 2012—2014    | с   | Военная хроника                        | Métal Hurlant Chronicles               | Док Роуэн / Брэд Дейвис         |
| 2013         | с   | Рок-н-ролл на выезде                   | Wedding Band                           | Деклан Хорн                     |
| 2013         | мс  | Скуби-Ду: Мистическая корпорация       | Scooby-Doo! Mystery Incorporated       | разные персонажи                |
| 2013         | с   | Хранилище 13                           | Warehouse 13                           | профессор Саттон                |
| 2013         | мс  | Совершенный Человек-паук               | Ultimate Spider-Man                    | Корвак / третий читаури         |
| 2014         | с   | Ведьмы Ист-Энда                        | Witches of East End                    | Мейсон Таркофф                  |
| 2015         | ф   | —                                      | Billie Bob Joe                         | в роли самого себя              |
| 2015         | ф   | Воины дракона                          | Dragon Warriors                        | лорд Тенсли                     |
| 2015         | с   | Знакомый вам Дьявол                    | The Devil You Know                     | преподобный Джордж Берроуз      |
| 2016         | ф   | Новая жизнь                            | New Life                               | Уильям Мортон                   |
| 2016         | мс  | Драконий жемчуг супер                  | ドラゴンボール超                       | Замасу                          |
| 2016—2018    | с   | —                                      | Vidiots                                | в роли самого себя              |
| 2017—2019    | с   | Беглецы                                | Runaways                               | Виктор Стайн                    |
| 2018         | ки  | —                                      | Dragon Ball FighterZ                   | Замасу                          |
| 2018         | ки  | —                                      | Dragon Ball Legends                    | будущий Замасу                  |
| 2018         | ф   | —                                      | A Bread Factory, Part One              | Джейсон                         |
| 2018         | ф   | —                                      | A Bread Factory, Part Two              | Джейсон                         |
| 2019         | кор | —                                      | Grief                                  | Том                             |
| 2020         | с   | Тайный орден                           | The Order                              | Ксавьер                         |
| 2020         | мс  | Утиные истории                         | DuckTales                              | Носферату (озвучка)             |
| 2021         | с   | Грабь награбленное: Искупление         | Leverage: Redemption                   | Карл Бишоп                      |
| 2023         | ф   | Разрыв                                 | Abruptio                               | Лес Хакел                       |
| 2023 — н. в. | мс  | Проклятие!                             | Curses!                                | Ларри (озвучка)                 |
| 2024         | мф  |                                        | Isla Monstro                           | Реджи (озвучка)                 |

## Дискография
| - Civilized Man (2005) 1. «Katie» 2. «Bad» 3. «This Town» 4. «Smile» 5. «For What I Need» 6. «Long Time» 7. «Every Man Thinks God Is On His Side» 8. «Poor Robyn» 9. «No Promises» 10. «Patricia» 11. «Civilized Man» | - Like a Waterfall (2007) 1. Not A Millionaire −3:42 2. Looking At You — 2:55 3. Don’t Worry Son — 3:37 4. Birth of the Blues — 3:19 5. White Hot Girls — 2:48 6. London City — 3:18 7. Up On Me — 3:19 8. Like A Waterfall — 2:57 9. Louise — 2:43 10. When I Was A Baby — 2:51 11. Layabout — 2:54 12. Too Fast — 3:05 | - Murphy’s Law (2011) 1. Go Luck Yourself 2:41 2. One Love, One Exception 3:04 3. Too Fast 2:32 4. Alone «Cowboy Song» 2:23 5. Truth Is 2:50 6. Blind Eyes 2:50 7. Is Shoes 3:15 8. Smile 3:17 9. Moonshot 4:23 10. Strippers 2:41 11. Finer Than Gold 2:50 12. If This Is Love 4:34 13. Transferring Energy 3:53 14. Men Who Die 2:59 15. Figures 4:31 16. The Key 2:57 | - «Bourgeois faux pas» (2015) 1. Hello (Album Version) 2. Back To Act Too 3. Three 4. Mother Of Peril 5. Bad 6. All That She Wanted 7. Why Do We Love? 8. Katie 9. The Weight 10. Fall Away 11. Dark Matter |

## Награды и номинации
| Награда | Год  | Категория                                                                    | Название работы                          | Результат |
| ------- | ---- | ---------------------------------------------------------------------------- | ---------------------------------------- | --------- |
| Спутник | 2003 | Лучшая мужская роль второго плана в мини-сериале, телесериале или телефильме | Баффи — истребительница вампиров         | Номинация |
| Сатурн  | 2000 | Лучший телеактёр второго плана                                               | Баффи — истребительница вампиров         | Номинация |
| Сатурн  | 2001 | Лучший телеактёр второго плана                                               | Баффи — истребительница вампиров         | Победа    |
| Сатурн  | 2002 | Лучший телеактёр второго плана                                               | Баффи — истребительница вампиров         | Номинация |
| Сатурн  | 2002 | Cinescape Genre Face of the Future Award                                     | Баффи — истребительница вампиров         | Победа    |
| Сатурн  | 2003 | Лучший телеактёр второго плана                                               | Баффи — истребительница вампиров         | Номинация |
| Сатурн  | 2004 | Лучший телеактёр второго плана                                               | Баффи — истребительница вампиров / Ангел | Победа    |
| Сатурн  | 2005 | Лучший телеактёр второго плана                                               | Ангел                                    | Номинация |